# 산티아고데쿠바주

산티아고데쿠바 주의 위치

산티아고데쿠바주(스페인어: Provincia de Santiago de Cuba)는 쿠바 동부에 위치한 주로 주도는 산티아고데쿠바이며 면적은 6,234.16km2, 인구는 1,047,015명(2010년 기준)이다.
서쪽으로는 그란마 주, 북쪽으로는 올긴 주, 동쪽으로는 관타나모 주와 접하며 남쪽으로는 카리브해와 접한다. 9개 지방 자치체를 관할한다. 1959년 쿠바 혁명의 주요 격전지 가운데 한 곳이기도 하다.